# Schoenobiblus peruvianus
Schoenobiblus peruvianus är en tibastväxtart som beskrevs av Standley. Schoenobiblus peruvianus ingår i släktet Schoenobiblus och familjen tibastväxter. Inga underarter finns listade i Catalogue of Life.